# Alexander Vlahos
Alexander Vlahos est un acteur britannique né le 30 juillet 1988 à Llantrisant au pays de Galles.

## Biographie
Il est le fils d'un père d'origine grecque et d'une mère galloise, et parle couramment anglais et gallois. Il étudie au Royal Welsh College of Music and Drama à Cardiff d'où il sort diplômé en 2009.

### Carrière
Il fait sa première apparition télévisée en 2009 dans la série dramatique galloise Crash (en), où il interprétait le rôle de Dylan. L'année suivante, il est apparu dans un scénario d'une semaine, Master Of The Universe, dans lequel il tient le rôle principal de Lewis Cutler. Les épisodes ont ensuite été nommés « meilleur épisode unique » et « scène spectaculaire de l'année » aux British Soap Awards 2010. La même année, il obtient un rôle dans les séries Pen Talar, The Indian Doctor et dans le film Bright Lights.
En 2012, il obtient le rôle de Private Keenan dans la mini-série Privates pour laquelle il se rase les cheveux. Il a également tenu le rôle de Mordred dans la série Merlin, rôle interprété à l'origine par Asa Butterfield dans les deux premières saisons. En 2015, il est choisi pour interpréter le rôle de Monsieur, le frère du roi dans la série Versailles, aux côtés notamment de George Blagden interprétant Louis XIV.

### Cinéma
- 2010 : Bright Lights : Steff
- 2012 : Action ou Vérité : Luke
- 2013 : Button Eyes : un garçon
- 2024 : Irish Wish : Paul Kennedy

### Télévision
- 2009-2010 : Crash : Dylan (3 épisodes)
- 2010 : Pen Talar : Iolo (3 épisodes)
- 2010 : Doctors : Lewis Cutler (5 épisodes)
- 2010 : All Shook Up : Dafydd Hibbard
- 2010 : The Indian Doctor : Tom Evans (5 épisodes)
- 2011 : The Tower : Tom
- 2012 : Merlin : Mordred (11 épisodes)
- 2013 : Privates : Keenan (5 épisodes)
- 2013 : National Theatre Live : Malcolm
- 2015-2018 : Versailles : Phillippe d'Orléans
- 2016 : Barbarians Rising : Valentinien III (épisode 4)
- 2017 : Genius : Maurice Solovine (1 épisode)
- 2020 : Meurtres au paradis : Max Newman (saison 9, épisode 2)
- 2022 : Sanditon (saison 2)
- 2022 : Outlander : Allan Christie (saison 6)1 épisode saison 7

### Jeu vidéo
- 2011 : Doctor Who: The Adventure Games : Robert Catesby